# 似䱻碘泡虫
似䱻碘泡虫（学名：Myxobolus belligobie）为碘泡科碘泡虫属的动物。在中国，分布于四川等，营寄生生活，寄生在似䱻的鳃。